# 바하칼리포르니아가지뿔영양
바하칼리포르니아가지뿔영양(학명: Antilocapra americana peninsularis)은 가지뿔영양의 아종 중 하나로, 이름대로 멕시코의 바하칼리포르니아주에만 서식한다. 현재 추정되는 개체 수는 200마리 안팎으로 심각한 멸종 위기에 처해 있다.